# SN 2003P
SN 2003P – supernowa typu Ia odkryta 23 stycznia 2003 roku w galaktyce M+09-13-107. W momencie odkrycia miała maksymalną jasność 18,00m.